# Locher & Cie
Die Locher & Cie AG war ein von 1830 bis 1998 tätiges Schweizer Bauunternehmen mit Sitz in Zürich. Das über fünf Generationen geführte Familienunternehmen realisierte in seiner 168-jährigen Geschichte zahlreiche bedeutende Gebäude und Infrastrukturbauten, insbesondere in und um Zürich. Das Unternehmen war auf den Bau von Eisenbahnstrecken, Eisenbahn- und Strassentunnels, Brücken, Wasserkraftanlagen und Staumauern spezialisiert.
Die Aktivitäten der ehemaligen Locher & Cie AG werden heute im Bereich Untertagebau und Grosstiefbau von der Implenia AG geführt. Die im 1998 gegründete Locher AG Zürich übernimmt von der Locher & Cie AG die Sparten Umbau, Renovation, Erhaltung, Holzbau und Ingenieurbüro, und wird in der sechsten Generation geführt.

## Unternehmen
Das Unternehmen wurde 1830 durch Johann Jakob Locher (1806–1861) in Zürich gegründet und später mit je einer Filiale in Aarau, geführt durch die Familie Zschokke, sowie in St. Gallen, geführt durch die Familie Naeff, ergänzt. Als erster grosser Auftrag baute Locher 1835 in Zürich die Münsterbrücke über die Limmat.
Nach dem Tod von Locher-Oeri 1861 und einer vorübergehenden Leitung trat 1867 Locher-Oeris jüngster Sohn Friedrich Locher (1842–1906) in das Unternehmen ein. In der Folge wurden die beiden Filialen in Aarau und St. Gallen abgetrennt. Aus diesen entstand die zunächst durch Adolf Naeff geführte Naeff & Zschokke, die rund 130 Jahre später eine entscheidende Rolle in der Geschichte des Bauunternehmens spielen wird. 1872 wechselte Friedrich Lochers Bruder, Eduard Locher-Freuler (1840–1910), von der Textilindustrie zum Familienunternehmen. Der Baubetrieb wurde in der Folge mit einem Ingenieur- und einem Architekturbüro ergänzt.
Ende 1904 übergaben die beiden Brüder das Unternehmen an ihre jeweiligen Söhne Eduard Locher (1872–1931) und Fritz Locher (1874–1942), die es gemeinsam mit dem Ingenieur Jakob Martin Lüchinger (1859–1933) führten. Die Hauptaktivitäten bildeten in dieser Zeit insbesondere der Industriebau, der Eisenbetonbau sowie der Wasser- und Holzbau. Im Ausland war das Unternehmen mit dem Bau von Wasserkraftanlagen in Syrien, Oberitalien und Spanien tätig. Während des Zweiten Weltkriegs übernahmen Fritz Lochers Söhne, Peter Locher (1909–1973) und Hans Locher (1903–1969), die Geschäftsleitung. Diese wandelten das Unternehmen 1958 in eine Aktiengesellschaft um.
1967 übernahm Peter Lochers Schwiegersohn Dieter Oechsle-Locher zusammen mit Walter A. Schmid die Unternehmensleitung. Die 1970er Jahre waren vom starken Wohnbau geprägt, wodurch das Unternehmen verstärkt in diesem Bereich tätig wurde. Im Infrastrukturbau wurde der Verkehrsbereich vermehrt durch den Bau von Anlagen zur Abwasserreinigung und Seebelüftung ergänzt. Auch die Bau-Erhaltung entwickelte sich zu einem wichtigen Tätigkeitsfeld. In seinen letzten Jahren beschäftigte das Unternehmen rund 800 bis 900 Mitarbeiter und erwirtschaftete einen Jahresumsatz von 170 Millionen Schweizer Franken.

## Aufspaltung
1998 übernahm die Zschokke-Gruppe von der Locher & Cie AG die Sparte Untertagebau/Grosstiefbau und damit deren grössten Geschäftsbereich. Die Zschokke-Gruppe ging rund 130 Jahre zuvor aus derselben Locher & Cie hervor und entwickelte sich unabhängig von ihr zum grössten Bauunternehmen der Schweiz. 2005 fusionierte Zschokke mit der kleineren Konkurrentin Batigroup zur Implenia.
Die Geschäftsbereiche Engineering, Umbau, Renovation, Erhaltung und Holzbau der Locher & Cie AG verblieben bei der Gründerfamilie und wurden in die von dieser neu gegründeten und seither von Christopher Oechsle-Mächler geführten Locher AG in Zürich eingebracht.

## Bauwerke
Die Locher & Cie realisierte unter der Leitung aller fünf Familiengenerationen wichtige Bauten, insbesondere im Infrastrukturbereich.
Zu den wichtigsten Bauten, die unter der Leitung des Unternehmensgründers ausgeführt wurden, zählen im Bahnbereich die Bahnstrecke zwischen Olten und Aarburg, die Bahnhöfe Olten und Aarburg, die Bahnstrecke zwischen Turgi und Koblenz sowie die Viadukte Döttingen und Koblenz. Im Hochbau bildeten die Maurer- und Steinhauerarbeiten an der Eidgenössischen Technischen Hochschule Zürich, der Bau der Töchterschule am Zürcher Grossmünster sowie der Villa Wesendonck in Zürich die wichtigsten Arbeiten.

### Bahnverkehr und Strassenverkehr
Im Bahnbereich wurden in der zweiten Hälfte des 19. Jahrhunderts auch der Kehrtunnel der Gotthardbahn zwischen Gurtnellen und Wassen, die Schmalspurbahn zwischen Stansstad und Engelberg, die Sihltalbahn zwischen der Stadt Zürich und Sihlwald, die Pilatusbahn als steilste Zahnradbahn der Welt sowie der Simplontunnel erstellt.
Der Tunnelbau bildete später ganz allgemein ein Schwerpunkt im Verkehrsbereich. In der zweiten Hälfte des 20. Jahrhunderts wurden die Bahntunnels Heitersberg, Käferberg und Hagenholz sowie im Strassenverkehr der Seelisbergtunnel, Milchbucktunnel und der Gubristtunnel gebaut.

### Brückenbau
Einen weiteren Schwerpunkt im Verkehrsbereich bildete der Brückenbau. In der zweiten Hälfte des 19. Jahrhunderts wurden die SBB-Reussbrücke und die SBB-Limmatbrücke bei Turgi, die Limmatbrücken in Wettingen, die Linthbrücke in Ziegelbrücke und die Rheinbrücke bei Reichenau erstellt. In der ersten Hälfte des 20. Jahrhunderts wurde die Reussbrücke in Bremgarten, die Rheinbrücke bei Eglisau, die SBB-Aarebrücke in Bern sowie die Walchebrücke in Zürich gebauten. Später folgte das Lopper-Autobahnviadukt zwischen Hergiswil und Stansstad sowie in der zweiten Hälfte des 20. Jahrhunderts die Autobahnbrücke Hammermühle in Kemptthal und das Felsenauviadukt.

### Hochbau und Industriebau
Zu den bedeutendsten Bauten in den Bereichen Hochbau und Industriebau zählen in Zürich das Kinderspital, das Landesmuseum, das Neue Theater, die Maschinenfabriken Escher-Wyss und Oerlikon sowie der Hauptsitz der Schweizerischen Kreditanstalt am Paradeplatz, die alle auf die Zeit unter der Leitung der zweiten Generation fallen. In der ersten Hälfte des 20. Jahrhunderts folgten der Bau des Amtshaus III und der Sihlpost in Zürich sowie der Schuhfabrik Bally in Dottikon und in der zweiten Hälfte des 20. Jahrhunderts der Bau des Hochhauses Hotel Zürich sowie die Umbauten an der ETH Zürich und am Schauspielhaus Zürich.

### Kraftwerke und Staumauern
Ab Mitte des 20. Jahrhunderts wurden die Flusskraftwerke in Rheinau, Säckingen, Eglisau-Glattfelden und Schaffhausen, die Staumauern Rempen, Lucendro, Luzzone, Malvaglia, Mauvoisin, Sambuco und Santa Maria sowie der Kühlturm des Kernkraftwerks Leibstadt erstellt. Im elsässischen Munster wurde 1921 das Ausleitkraftwerk Leymel errichtet.

### Projektierung und Bauleitung
Neben dem eigentlichen Bau bildete die Projektierung und die Bauleitung ebenfalls ein wichtiger Geschäftsbereich. Die wichtigsten Projektierungen und Bauleitungen umfassen die Quaibrücke in Zürich um 1880 sowie ab Mitte des 20. Jahrhunderts die Autobahn zwischen dem Flughafen Zürich und der Stadt Zürich, die 2. Etappe zum Ausbau des Flughafens Zürich und später auch die 3. Etappe, die Walenseestrasse, die Autobahnabschnitte der N3 durch die Linthebene und der N13 zwischen Reichenau und Thusis sowie der Kerenzertunnel.